# Гвасалия, Демна
Де́мна Гура́мович Гваса́лия (груз. დემნა გურამოვიჩ გვასალია; род. 25 марта 1981, Сухуми), также известен мононимно как Де́мна — грузинский дизайнер, креативный директор модного дома Gucci.
Работал старшим дизайнером в Maison Margiela и Louis Vuitton (2013—2015). В 2014 году создал бренд Vetements. С 2015 года — креативный директор модного дома Balenciaga. С 2025 года — креативный директор модного дома Gucci.
Среди тем, которые Гвасалия использует в своих работах: коммунизм, постсоветское потребительство, православная церковь, культура подделок, блошиные рынки, метал, хип-хоп, 1990-е годы, интернет.

## Ранние годы
Родился в Сухуми у отца-грузина и русской матери. Отец — Гурам, автомеханик. Мать — Эльвира, домохозяйка. Дед был пилотом «Аэрофлота», а бабушка секретарём аэропорта. У Демны есть младший брат — Гурам.
В 1990-е годы его отец в гараже создавал самодельные футболки и кроссовки в американском стиле, чтобы продать их. В школе Гвасалия укоротил брюки так, чтобы были видны носки. Директор обвинил его родителей в пропаганде капиталистических ценностей. В своём «первом концептуально активном акте модного вандализма» он написал на ткани чёрным маркером текст песни группы «Кино» «Группа крови». Родители потакали его увлечению модой, до того момента, когда отец застал его в юбке-плиссе тёти.
В 1993 году во время войны в Абхазии и сопровождавшей её этнической чистки грузин семье пришлось пешком бежать из Сухуми, когда их дом разрушили в результате бомбардировки. Семья переехала в Тбилиси, впоследствии также жила на Украине и в Москве. Будучи подростком в Тбилиси, он нашёл работу переводчиком на новостном телеканале. Во время террористических актов 11 сентября 2001 года, его вызвали, благодаря знанию языков, вести репортаж в прямом эфире.
С 1997 года изучал международную экономику в Тбилисском государственном университете, который окончил в 2001 году. Гвасалия вспоминает: «в тот день, когда я получил степень бакалавра по экономике, я понял, что никогда в жизни не буду работать экономистом».
В 2001 году семья переехала в Дюссельдорф, Германия. Там они провели три месяца в лагере для иммигрантов. Демна, уже говоривший по-немецки, выступал в роли посредника для семьи. Опыт общения с немецкой бюрократией усилил его интерес к «социологической униформе», которая включает в себя куртки, кепки, нарукавные повязки, ботинки, значки и нашивки, используемые людьми для обозначения авторитета в группе.
В 2003 году Гвасалия подал заявку в Королевскую академию изящных искусств в Антверпене, где в 2006 году получил степень магистра в области дизайна одежды. Линда Лоппа, которая много лет возглавляла академию заявила, что у Гвасалия был хорошим учеником, у него «был открытый ум, он был любознательным и скромным», но «не тем, о ком вы скажете: „Ух ты, вот это да!“». Гвасалия вспоминает академию как период своего становления, когда он «ломал иглы своей дешёвой швейной машинки из Lidl, пил дешёвое красное вино, курил одну за другой и слушал громкую музыку». На втором курсе он тайно принял участие в конкурсе талантов в Триесте, выиграв первый приз благодаря коллекции мужской одежды.
После окончания академии Гвасалия переехал в Париж, где, по его словам, он был «каким-то странным грузинским парнем без связей, без знакомств, не ходившим на модные тусовки».
Гвасалия заявляет, что в подростковом возрасте пережил травлю из-за сексуальной ориентации в «очень религиозной, очень мачистской» стране. Хотя он не вернулся жить в Грузию, он заявил, что «чувствует глубокую связь с грузинской культурой, которую он часто включает в свои работы». При этом он говорит, что не чувствует себя в безопасности в Грузии из-за сексуальной ориентации, где некоторые его родственники считают его «позором семьи». В 2022 году, когда Гвасалия стал почётным гражданином Тбилиси, диякон Грузинской православной церкви осудил награждение «самопровозглашённого содомита Демны Гвасалии».

## Карьера
Гвасалия восхищается изделиями Марселя Дюшана. Проработав два года со своим бывшим профессором Вальтером Ван Бейрендонком из «Антверпенской шестёрки», в 2009 году Гвасалия подал заявку в Maison Margiela, основанный самым известным выпускником Королевской академии Мартеном Маржела, где стал ведущим дизайнером.
В 2012 году Гвасалия подписал контракт с Louis Vuitton на должность старшего дизайнера женских коллекций прет-а-порте под руководством Марка Джейкобса.

### Vetements (2014—2019)
В 2014 году вместе с братом Гурамом создал парижский бренд Vetements, заслуживший своё имя благодаря деконструкционному дизайну, сосредоточенному вокруг переосмысленной городской уличной одежды. В марте 2019 году оказался в центре скандала, выставив на продажу за 680 фунтов в лондонском магазине Harrods футболку с надписью «Иди на хуй». Коллекция Vetements весна-лето 2019 на каждом предмете содержала QR-код, сканирование которого приводило покупателей к статье в Википедии «Этнические чистки грузин в Абхазии».
В 2019 году Демна Гвасалия покинул Vetements, в 2022 году Гурам Гвасалия стал креативным директором бренда. На 2024 год братья находятся в конфликте. В 2023 году Гурам сказал The New York Times, что у Демны был «хороший период в течение 10 лет, но его эпоха постепенно подходит к концу».

### Balenciaga (2015—2025)

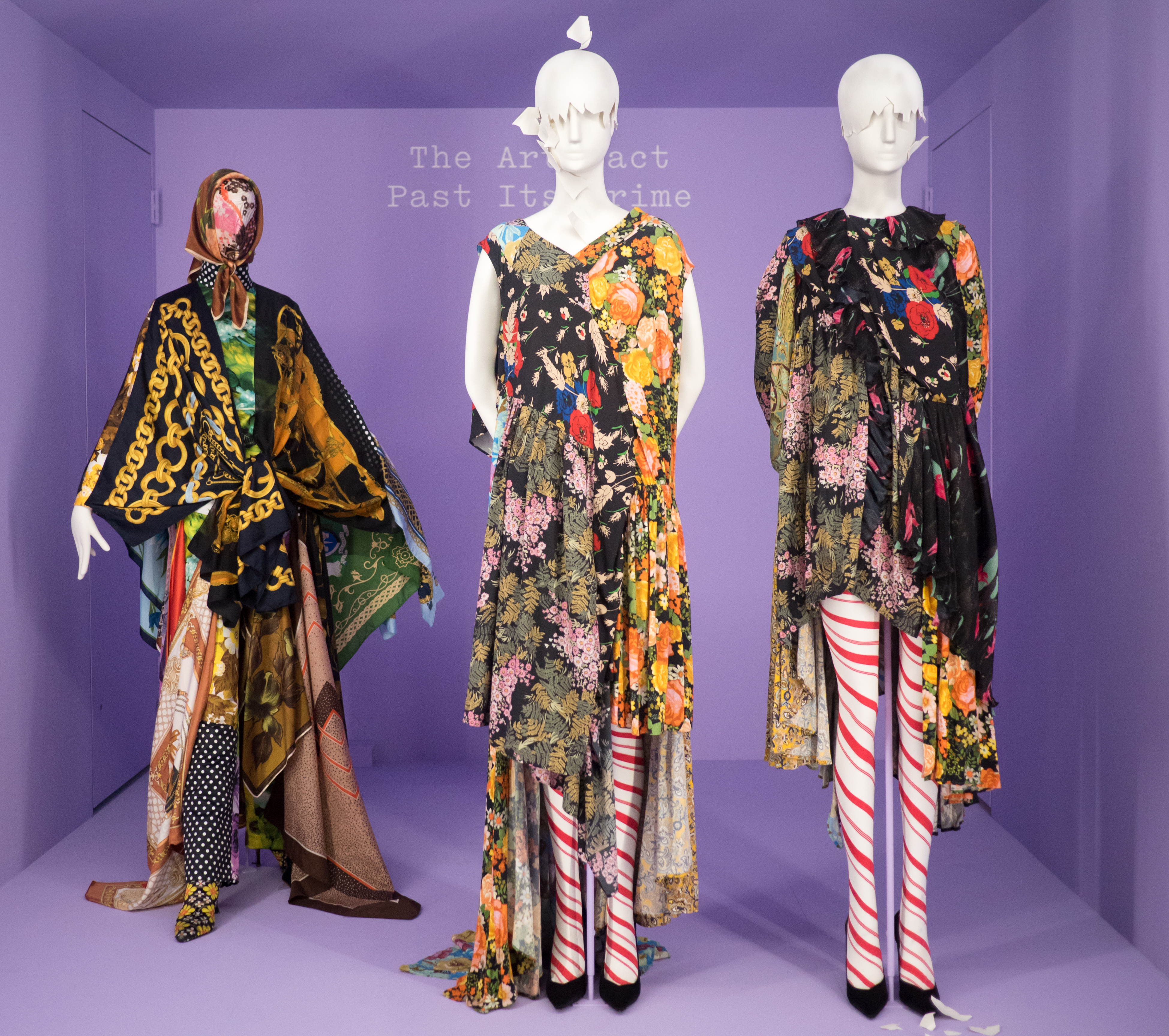
Платья дизайна Гвасалия для Balenciaga

В 2015 году стал креативным директором бренда Balenciaga. Когда он пришёл в Balenciaga, объём продаж составлял около 350 миллионов долларов. К 2022 году продажи выросли примерно до 2 миллиардов долларов.
Назначение Гвасалия стало шоком в мире моды. Некоторым критикам моды идея понравилась, и они похвалили Kering за то, что они нанимают сотрудников, основываясь на таланте, в то время как другие сочли этот выбор «рискованным» или «нестандартным». Некоторые ученики Кристобаля Баленсиаги были в ярости от выбора креативного директора, который делал уличную одежду основной частью коллекции Balenciaga. Американский кутюрье Ральф Руччи отправил Гвасалия письмо со словами: «Я имею право сказать вам, сэр, что вы совершенно не имеете права быть директором этого дома. Кроссовки». Гвасалия никогда не был заинтересован в производстве того, что он называет «ретинальной» модой — одежды, которая радует только глаз. Его критики и сторонники говорят, что некоторые его модели откровенно уродливы. Художник и критик Хито Штайерль сравнил продвижение Balenciaga с кампаниями Дональда Трампа и Brexit, который используют «динамику шока и последующей нормализации».
Если что-то не вызывает никакой реакции, значит, этого просто не существует. Это, пожалуй, мой самый большой страх.
В 2021 году на экраны вышел фильм «Северный ветер», где дизайнер выступил в качестве художника по костюму для героини Ренаты Литвиновой. В августе 2021 года Гвасалия сотрудничал с Канье Уэстом, выступив в качестве креативного директора второго мероприятия Уэста по прослушиванию альбома Donda, которое состоялось на «Мерседес-Бенц Стэдиум».

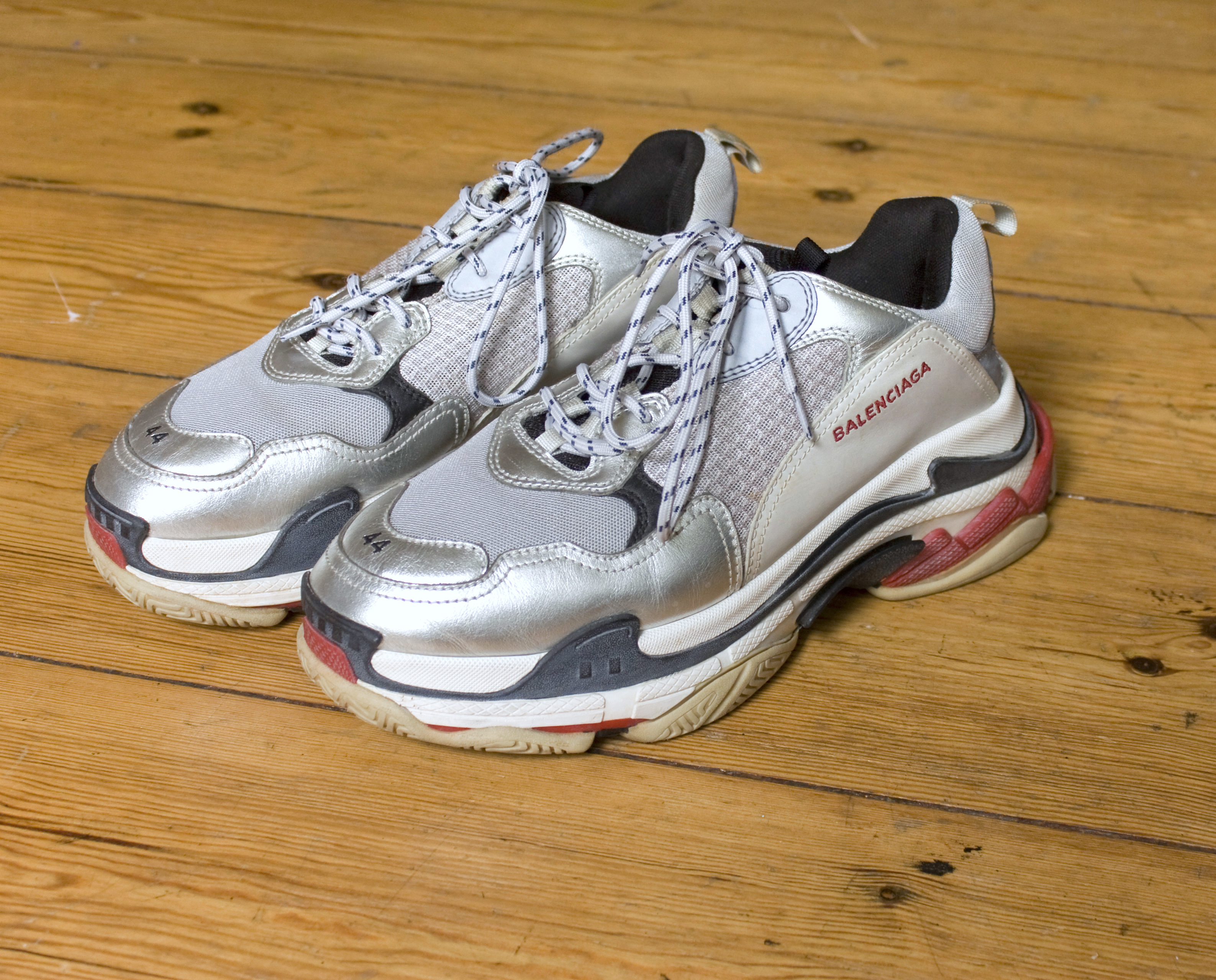
Кроссовки Balenciaga Triple S

Согласно статье, опубликованной в 2021 году учёным из Лиссабонского университета, Гвасалия несёт ответственность за «внедрение мема в моду». Примером этого являются его сумки: мусорный мешок из телячьей кожи, клатч за 1500 тысячи долларов, который был сделан в виде пакета чипсов Lay’s и выпускался в четырёх вариантах расцветок по вкусам чипсов («Классические», «Лимон», «Соль и уксус» и «Огненно-острые»), сумка из полированной кожи в стиле IKEA. Сумка в стиле IKEA родилась, когда Гвасалия вспомнил, что четыре года в Королевской академии он носил портфолио в такой же сумке. Он сделал сумку жёлтой — расцветка, которую можно получить, только украв сумку из магазина. «Я никогда не считал, что ирония — это что-то негативное», говорил Гвасалия. При этом он критически относился к некоторым из своих самых популярных работ. О кроссовках Triple S: «Я больше не могу на смотреть них, все устали от них». О кроссовках Speed: «Теперь я от них просто кринжую».
В 2022 году после онлайн-беседы с президентом Украины Владимиром Зеленским Гвасалия был объявлен амбассадором интернет-платформы United24, собирающей средства для помощи Украине в её войне с Россией; в связи с этим на платформе были выставлены на продажу свитшоты Balenciaga с национальным флагом и гербом Украины, надписью «Слава Украине!» и QR-кодом платформы. Гвасалия написал в заметках к своему зимнему показу 2022 года, что вторжение России на Украину «вызвало боль прошлой травмы, которую я носил в себе с 1993 года».
В ноябре 2022 года Balenciaga отказался от праздничной рекламной кампании, в которой были изображены дети, держащие плюшевых мишек в кожаных жгутах и панковских костюмах, а также фотография, содержащая выдержку из судебного постановления, касающегося детской порнографии. Реакция на эти изображения была стремительной: хештег #cancelBalenciaga стал популярным в Twitter и TikTok, и многие обвинили бренд и Гвасалию в потворстве педофилии и эксплуатации детей.
В октябре 2024 года стало известно, что Balenciaga продлили контракт с Демной Гвасалия на неопределённый срок.
В июне 2025 года Демна показал прощальную прет-а-порте коллекцию для Balenciaga — Exactitudes (с англ. — «Точные вещи»).

### Gucci (с 2025)
В марте 2025 года занял пост креативного директора модного дома Gucci.

## Награды
- Гвасалия получил международную премию за Vetements и Balenciaga на CFDA Fashion Awards в 2017 году.
- Он также получил награду «Дизайнер аксессуаров года» на Fashion Awards в 2018 году[25].
- 27 сентября 2021 года президент Грузии Саломе Зурабишвили наградила дизайнера орденом Чести за вклад в популяризацию Грузии за рубежом[26].
- Орден «За заслуги» III степени (23 августа 2022 года, Украина) — за значительные личные заслуги в укреплении межгосударственного сотрудничества, поддержку государственного суверенитета и территориальной целостности Украины, весомый вклад в популяризацию Украинского государства в мире[27].
- Почётный гражданин Тбилиси (2022)[11].
- Кавалер ордена искусств и литературы (2025, Франция)[28].

## Личная жизнь
С 2017 года состоит в браке с французским электронным музыкантом Лоиком Гомесом (известен под псевдонимом BFRND). Проживает в доме под Цюрихом.
Гвасалию называют интровертом. Он говорит на семи языках: грузинском, немецком, нидерландском, английском, французском, итальянском, русском. Занимается медитацией, любит готовить. Его фирменное блюдо — хинкали с растительным мясом. Описывает себя как одиночку и «неудачника». Не поддерживает публичного присутствия в социальных сетях.